# Украинские удары беспилотниками в российском тылу
Украина в рамках отражения российского вторжения в 2022 году стала наносить удары в глубине территории России по нефтеперерабатывающим предприятиям, а затем и по оружейным арсеналам. Не получив разрешения от западных поставщиков на применение высокоточного оружия, Украина использовала беспилотные летательные аппараты. Изначально украинская сторона не брала на себя ответственность за удары. Позже представитель военной разведки Украины Андрей Юсов подтвердил, что Украина, начиная с января 2024 года, запустила волну дальних ударов, но не уточнил их намерения и не подтвердил конкретные цели.

## Предыстория
Россия с 2022 года начала атаковать украинскую инфраструктуру дронами иранского производства. Одним из ответов на это стал анонс разработки украинских ударных дронов с дальностью полёта в 1000 км и больше.
Согласно оценке «Атлантического совета» военно-промышленный комплекс Украины был не в силах справиться с беспрецедентными задачами, вызванными полномасштабным вторжением России, но стране удалось развить впечатляющие собственные возможности производства беспилотников. Этому способствовали правительственные инициативы, которые помогли поддерживать усилия частного сектора и использовать огромный потенциал энергичного технологического сектора Украины. Уже в течение 2023 года Украине удалось нанести ряд успешных ударов БПЛА по военным объектам на территории России.
В отличие от России с её однотипными иранскими «Шахидами», Украина сделала ставку на разработку разнотипных ударных систем, постоянно экспериментируя с ними, и создала значительный их ассортимент. Это сделало невозможным подбор универсальной системы ПВО для их уничтожения, что стало одним из основных факторов успешности атак.
Украинскими представителями была официально озвучена цель на 2024 год — построить 20 000 беспилотников с радиусом действия в сотни километров, что свидетельствует о предполагаемой скорости использования от 55 в день, и 1000 БПЛА с радиусом действия более 1000 км для ударов в глубь России.
После неудачного летнего контрнаступления 2023 года, на фоне усугубления нехватки боеприпасов и роста обеспокоенности будущим западной военной помощи, украинская армия в основном перешла к активной обороне. Однако в 2024 году украинское командование в рамках тактики «асимметричной войны» предприняло попытку перенести войну непосредственно на территорию России, начав кампанию авиаударов по российской нефтегазовой промышленности.
Согласно оценке «Атлантического совета» вероятными целями кампании являлись:
- нарушение логистических сетей, снабжающих силы вторжения, и уменьшение мобильности российской армии на Украине[4];
- вызвать экономический хаос в связи с зависимостью российской экономики от энергетического сектора[4].

## Ход кампании

### 2024 год

#### Январь
Ночью на 18 января 2024 года украинские ударные БПЛА впервые с начала войны долетели до Ленинградской области (от украинской границы до Санкт-Петербурга — около 900 км). Было сообщено о попытке удара по Петербургскому нефтяному терминалу.
19 и 20 января дронами была атакована нефтебаза в Клинцах Брянской области. После второй атаки возник пожар — загорелись четыре резервуара с нефтепродуктами, их тушили два дня.
Ночью на 21 января был атакован нефтяной терминал «Новатэк» в Усть-Луге. Пожар на нём тушили сутки, а работоспособность терминала восстановили через месяц.
Ночью на 25 января загорелся НПЗ в Туапсе, пострадала вакуумная установка. Российские власти озвучили срок ремонта минимум в 3 месяца. По данным источников «Рейтер» завод восстановил работу в мае 2024 года.
29 января российские СМИ сообщили о падении БПЛА на территории предприятия «Ярославнефтеоргсинтез».
31 января сообщалось о падении дрона в Кстовском районе Нижегородской области, где расположено предприятие «Лукойл-Нижегороднефтеоргсинтез». Ещё 12 января компания объявила о временной приостановке работы технологической установки на данном НПЗ «в связи с инцидентом», не приводя подробностей. Позже стало известно о выходе из строя одной из двух установок каталитического крекинга. По состоянию на средину марта 2024 года её так и не смогли заменить.

#### Февраль
В ночь на 3 февраля Минобороны России заявило о двух сбитых беспилотниках в Волгоградской области. Результатом «сбития» стал сильный пожар на НПЗ «Лукойл-Волгограднефтепереработка» — крупнейшем производителе нефтепродуктов в Южном федеральном округе с мощностью в 14,8 млн тонн. Местные журналисты сделали вывод о повреждении установки ЭЛОУ-АВТ-5. Источники российского издания «Коммерсантъ» также сообщали, что часть производства была приостановлена.
Согласно оценке Bloomberg к 19 февраля были атакованы предприятия, на которые приходится около 18 % от общей российской переработки нефти.
После этого и до начала марта атакам подвергались предприятия другого профиля:
- 24 февраля после воздушной атаки произошел пожар на крупнейшем сталелитейном заводе России — Новолипецком металлургическом комбинате[10];
- 6 марта атаке дронов подвергся второй по величине в России Михайловский горно-обогатительный комбинат в Курской области, в результате чего загорелись резервуары с топливом[10];
- 7 марта произошла атака Череповецкого металлургического комбината — второго по величине в России[10].

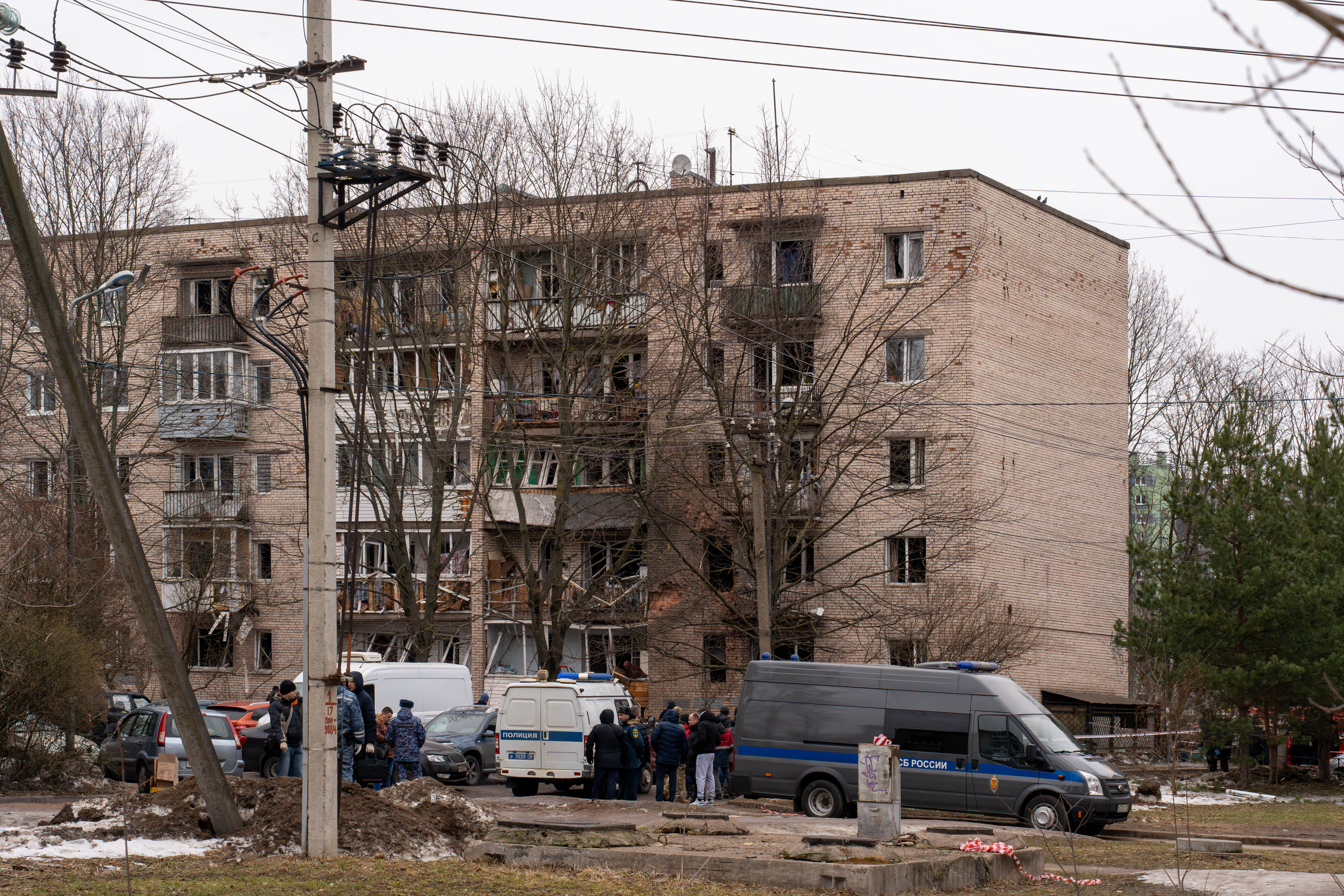
Дом 161 по Пискарёвскому проспекту в Санкт-Петербурге после падения обломков БПЛА 2 марта 2024 года

#### Март
2 марта обломки беспилотника упали на жилой дом, расположенный менее чем в километре от нефтебазы «Ручьи» в Санкт-Петербурге.
5 марта в результате атаки БПЛА произошёл пожар на нефтебазе АО «Белгороднефтепродукт» в Губкинском городском округе Белгородской области.
12 марта произошла массовая атака украинских БПЛА. Среди нефтеперерабатывающих предприятий пострадали следующие:
- повторно был атакован «Лукойл-Нижегороднефтеоргсинтез»; после возникшего пожара была остановлена установка по переработке нефти. По данным «Рейтер», она обеспечивала около 53 % от переработки всего НПЗ[10][13];
- в Орле дрон попал в нефтебазу. Загорелся один резервуар нефтехранилища на площади 100 квадратных метров, для тушения использовался пожарный поезд[10].

13 марта российские объекты вновь подверглись массированной атаке — были атакованы НПЗ, которые входят в топ-5 России:
- в Рязани в результате атаки загорелся нефтеперерабатывающий завод. Пожар начался сразу на двух установках по переработке нефти, которые обеспечивают 70 % производства[7][14];
- губернатор Ленинградской области Александр Дрозденко сообщил о сбитии беспилотника «самолётного типа» вблизи НПЗ в Киришском районе. Но, по его словам, «последствия в месте падения локализованы», жертв и разрушений нет[14];
- по данным «Би-би-си» Служба безопасности Украины повторно атаковала «Лукойл-Нижегороднефтеоргсинтез»[14];
- также утром была остановлена работа завода нефтепродуктов в городе Новошахтинск Ростовской области[15].

Агентство Bloomberg отмечало, что на атакованные 12—13 марта предприятия приходилось 12 % российских мощностей по переработке нефти.
15 марта местные источники сообщили о повреждении оборудования НПЗ «Первый завод» в Калужской области — по данным издания Baza дроны были подавлены, но один из них задел трубу, после чего начался пожар, который быстро был локализован
По данным Forbes, суммарная мощность атакованных к 15 марта предприятий составляла 102 миллиона тонн нефти в год — больше 30 % всей переработки в стране.
16 марта был атакован Сызранский нефтеперерабатывающий завод в Самарской области. В результате атаки произошёл пожар. По данным местных телеграм-каналов его площадь была от 500 до 800 квадратных метров. Источники «ВВС Україна» заявили также о попадании по Куйбышевскому и Новокуйбышевскому НПЗ. По их данным сумарно эти заводы перерабатывали около 25 000 000 тонн нефти в год, а это почти 10 % всей нефтепереработки РФ.
В ночь на 17 марта в результате падения дрона произошёл пожар на Славянском НПЗ в Краснодарском крае.
По данным Deutsche Welle, c февраля 2022 года по 22 марта 2024 года российские энергетические объекты были атакованы не менее 37 раз. По подсчётам издания, в 80 % случаев боевые дроны достигли цели. Из-за ущерба, нанесённого российской инфраструктуре, значительная часть мощностей российских нефтеперерабатывающих заводов была переведена в режим аварийного простоя.
Ночью 23 марта вновь был атакован Куйбышевский нефтеперерабатывающий завод — произошло возгорание колонны первичной переработки нефти. По данным The Moscow Times после пожара были остановлены обе установки первичной переработки нефти, что привело к полной остановке НПЗ. Также вечером того же дня местные СМИ сообщили о попадании в нефтебазу в поселке Гвардейском в Крыму.
По данным источников «Рейтер», в связи с «внеплановым ремонтом», 31 марта остановился Астраханский газоперерабатывающий завод.

#### Апрель
2 апреля дроны атаковали НПЗ «Танеко» в Нижнекамске, вызвав пожар. По данным «Рейтер», дрон атаковал установку первичной переработки нефти АВТ-7. Также была атакована особая экономическая зона «Алабуга», где было развёрнуто производство иранских ударных дронов типа «Шахед». По данным источников «РБК-Україна» и «ВВС Україна» объект получил значительные разрушения. Данные удары были нанесены по объектам, которые находились в более чем 1200 км от границы Украины.
В начале апреля эксперты CNN отмечали, что чаще украинские дроны поражали не хранилища топлива, а перегонные установки, где сырая нефть перерабатывается в топливо.
6 апреля Главное управление разведки Министерства обороны Украины заявило о подрыве нефтепровода возле Азовского морского порта.
В ночь на 12 апреля 4 БПЛА атаковали Новошахтинский завод нефтепродуктов. По данным российских СМИ все беспилотники были сбиты, однако один упал на территории завода. Позже БПЛА было атаковано здание «Газпрома» в Белгороде.
В ночь на 20 апреля была атакована нефтебаза в Кардымово Смоленской области. Произошло возгорание ёмкости с топливом.
24 апреля были атакованы базы для хранения и перекачки горюче-смазочных материалов «Роснефти» в населенных пунктах Ярцево и Раздорово Смоленской области. По данным радио «Свобода» на этих базах хранилось 26 тысяч кубометров горючего. В результате попаданий на них начались масштабные пожары.
25 апреля сообщалось о возгорании нефтепродуктов в Омске — на Красноярском тракте горели «три емкости с нефтепродуктами, каждая объемом 200 литров». Причины возгорания российские СМИ не называли.
27 апреля БПЛА ударили по ректификационным и атмосферным колоннам Ильского и Славянского НПЗ (ключевые технологические объекты заводов). В результате попаданий начались пожары.

#### Май
В ночь на 1 мая беспилотниками были атакованы Рязанский нефтеперерабатывающий завод и НПЗ в Воронежской области. По данным украинских местных СМИ на Рязанском НПЗ возник пожар.
Ночью 2 мая БПЛА атаковали Афипский НПЗ в Краснодарском крае России.
7 мая была атакована нефтеабаза в Луганске. На ней и соседнем газопроводе возник пожар. Российские оккупационные власти заявили об ударе ракетой MGM-140 ATACMS.
В ночь на 9 мая БПЛА нанесли удар по двум перевалочным нефтебазам в селе Юровка возле города Анапа в Краснодарском крае РФ. Удары вызвали пожар резервуаров с нефтью. Также в 13:00 был атакован «Газпром нефтехим Салават» в Башкортостане. По данным местных СМИ дрон ударил в установку каталитического крекинга. От города Салават до границы Украины не менее 1500 километров.
В ночь на 10 мая в результате удара БПЛА произошёл пожар на территории НПЗ «Первый завод» в Калужской области. По данным российских СМИ загорелись 3 емкости с дизельным топливом и 1 с мазутом. Также вечером в городе Ровеньки Луганской области загорелась нефтебаза. По данным оккупационных властей по ней был нанесён удар MGM-140 ATACMS.
В ночь на 11 мая БПЛА атаковали Волгоградский нефтеперерабатывающий завод. По данным украинской стороны были повреждены установки первичной переработки нефти АВТ-1 и АВТ-6, кабель управления воздушными холодильниками, в результате чего отключенными оказались 7 из них, а также дымовая труба печи П-1.
12 мая повторно был атакован Волгоградский НПЗ, в результате чего возник пожар. Также, по данным украинской стороны, была атакована и поражена нефтебаза «Калуганефтепродукт» в Людиново Калужской области.
14 мая, по данным российских СМИ, в Волгоградской области на железнодорожной станции Котлубань в результате попадания беспилотника сошёл с рельс и загорелся состав, который перевозил нефтепродукты.
15 мая ракетами ATACMS был уничтожен топливный склад военного аэродрома Бельбек вблизи оккупированого Севастополя.
В ночь на 17 мая произошла массовая атака беспилотников на 3 региона России и аннексированный Крым:
- по данным российских СМИ в Новороссийске пострадали Новороссийский мазутный терминал и еще один резервуар с топливом, а также две нефтебазы[46];
- был атакован Туапсинский НПЗ. Очевидцы сняли видео с падением беспилотника и пожаром на территории завода[46]. По данным «Рейтер» пожар привёл к экстренной остановке завода. БПЛА была поражена установка по производству сжиженного углеводородного газа[47];
- по данным российских властей дрон атаковал автозаправочную станцию рядом с селом Бессоновка Белгородской области. В результате взрыва произошло возгорание одного из резервуаров[46].

19 мая БПЛА был атакован Славянский НПЗ. По данным российских СМИ завод приостановил работу, также они отмечали, что неизвестно когда НПЗ возобновит работу. Также местные СМИ заявили о пожаре в районе нефтебазы в Выборге. Украинские СМИ сообщили о том, что атака была произведена с помощью трех взрывных устройств, которыми были поражены вертикальные резервуары с топливом.
Вечером 20 мая в оккупированном Должанске Луганской области взорвался склад с топливом.
В ночь на 31 мая беспилотники атаковали нефтебазу в Темрюкском районе Краснодарского края. По данным украинских СМИ нефтебаза находилась в порту «Кавказ» в Керченском проливе. Местные власти заявили о сильном пожаре, которому была присвоена «высокая категория сложности» — была повреждена инфраструктура нефтебазы, горели 3 цистерны с нефтепродуктами, пострадали сотрудники нефтебазы.

#### Июнь
2 июня на нефтеперерабатывающем заводе в Ухте загорелся один из резервуаров объемом 10 тысяч кубометров. По данным местных СМИ перед возгоранием в районе завода были слышны звуки, похожие на хлопки, в результате пожара на предприятии погибли 2 человека.
В ночь на 6 июня БПЛА был повторно атакован Новошахтинский завод нефтепродуктов, в результате попаданий возник масштабный пожар. Также была атакована нефтебаза в Старооскольском городстком округе Белгородской области. По данным местных властей загорелся один из резервуаров.

#### Август
В городе Пролетарск не менее четырех суток продолжается пожар на нефтебазе, возникший после её атаки беспилотниками 18 августа. По словам губернатора области Василия Голубева, пострадал 41 пожарный, участвовавший в тушении пожара, 18 из них госпитализированы.
14 августа была совершена одна из самых массированных атак БПЛА по территории России — 117 беспилотников. 11 из них ударили по аэродрому Саваслейка в Нижегородской области.

#### Сентябрь
В ночь на 18 сентября расположенный неподалеку от города Торопец крупный склад боеприпасов был атакован дронами. Произошла детонация боеприпасов, возник пожар. В городе и соседних сёлах во многих домах выбило стекла. Согласно снимкам со спутников, пожар распространился на всю территорию склада — около 5 км². Было зафиксировано как минимум 17 сейсмических толчков, самый мощный магнитудой 2,5.

#### Октябрь
В ночь на 20 октября 8 беспилотников атаковали завод имени Свердлова в Дзержинске Нижегородской области. Губернатор Глеб Никитин заявил, что все беспилотники были сбиты, обломками было ранено четверо пожарных.

### 2025 год

#### Январь
В ходе российского вторжения в Украину в начале 2025 года в Казани дронами была атакована база сжиженных газов «Газпрома».
В результате массированной атаки украинских дронов в Лисках зафиксировано возгорание на нефтебазе.

#### Июнь
- Операция «Паутина».

## Последствия

### Экономические
Российский энергетический сектор сильно зависит от импортируемого с Запада оборудования. Замена повреждённого и уничтоженного оборудования является проблемой ввиду введённых антироссийских санкций.
По данным «Рейтер» в связи с атаками уже в январе экспорт бензина и дизеля из России сократился на 37 % и 23 % в сравнении с январём 2023 года.
По данным источников российской газеты «Коммерсантъ», «знакомых с отраслевой статистикой», в январе выпуск продукции снизился на «не очень значительные, но все же заметные 2 %».
По информации Bloomberg на начало февраля, недельные показатели переработки нефти в России упали до самого низкого уровня почти за два месяца. Причиной стали остановки двух крупных нефтеперерабатывающих заводов после ударов украинских беспилотников.
По данным СМИ в феврале Большой порт Санкт-Петербург в результате атак беспилотников на различные объекты региона прекратил отгружать аммиачную селитру. Решение принято местными властями из-за опасений разрушительных для города последствий после ударов дронов по Петербургском нефтяному терминалу в январе.
Согласно февральской оценке российского РБК, на фоне атак биржевые цены на бензин АИ-92 и АИ-95, а также на летнее дизельное топливо с начала года выросли на 8—23 %.
По оценке Bloomberg ко второй неделе февраля российские НПЗ перерабатывали на 94 000 баррелей нефти в день меньше, чем за неделю до того.
В марте Россия была вынуждена ввести полный запрет на экспорт бензина на полгода, чтобы стабилизировать цены на внутреннем рынке в условиях растущего спроса.
Несмотря на остановку экспорта бензин на бирже продолжил дорожать — 14 марта агентство РБК сообщило, что цена бензина АИ-95 на Санкт-Петербургской международной товарно-сырьевой бирже превысила 60 000 рублей за тонну — это максимум с конца сентября 2023 года, когда цены на бензин в России начали снижаться после введения временного эмбарго на экспорт топлива.
«Рейтер» отмечал, что в первой половине марта Россия увеличила импорт нефтепродуктов из Белоруссии — в январе поставки вообще отсутствовали, в феврале уже составляли 590 тонн, а в первой половине марта они достигли почти 3 000 тонн.
К 18 марта главный исполнительный директор Gunvor Group Ltd. Торбьерн Тернквист оценил потери суточной нефтеперерабатывающей мощи России из-за ударов украинских беспилотников в 600 000 баррелей. JPMorgan Chase & Co оценил данный показатель в 900 000 баррелей.
В начале апреля эксперты CNN предполагали, что атаки БПЛА могли повлиять на российскую экономику больше, чем санкции. В то же время CNN отмечало, что они уже привели к росту мировых цен на нефть: в 2024 году цена на нефть Brent выросла почти на 13 %. Представители НАТО в анонимном коммментарии «Рейтер» оценивали потери российских НПЗ в 15% от общих мощностей.
По оценкам Bloomberg, загрузка дизельного топлива из трех основных российских портов на Чёрном и Балтийском морях, включая некоторые поступающие из Белоруссии объёмы, в апреле должны демонстрировать падение примерно до 2,29 миллионов тонн. Согласно расчетам, основанным на данных разведывательной компании Kpler, это 569 000 баррелей в день по сравнению с 724 000 баррелей в день в марте, что является на падением на 21 %.
Согласно данным источников «Рейтер» Россия, являющаяся одним из крупнейших экспортеров нефти, была вынуждена увеличить импорт бензина из Белоруссии, чтобы справиться с риском дефицита на внутреннем рынке. Глава комитета Государственной думы России по энергетике Павел Завальный 28 марта сообщил, что была достигнута договоренность о закупках 100–150 тысяч тонн белорусского автобензина в месяц. В то же время по данным «Рейтер» в феврале Россия импортировала из Беларуссии 590 тонн бензина. Также издание отмечало, что переговоры о закупках были трудными, поскольку Белоруссия отдает предпочтение экспорту своего топлива на международные рынки. Кроме того, по данным издания, Россия попросила Казахстан быть готовым поставить ей 100 000 тонн бензина в случае его нехватки.
Во второй половине апреля Bloomberg отмечал, что переаботка нефти в России приблизилась к минимальной отметке за последние 11 месяцев. Россия перерабатывала 5,22 миллиона баррелей сырой нефти в сутки 11-17 апреля, что примерно на 10 000 баррелей в день или на 0,2% ниже среднего показателя за предыдущие 7 дней. Суточные темпы переработки сырой нефти на нефтеперерабатывающих заводах, пострадавших от атак украинских беспилотников, составили в среднем 1,23 миллиона баррелей с 1 по 17 апреля, что примерно на 280 000 баррелей в день меньше, чем средний показатель за период 1-24 января до атак.
По данным Politico в результате ударов цены на дизельное топливо для российских потребителей резко выросли — только за последнюю неделю апреля они выросли почти на 10 %. Цены на бензин также достигли шестимесячного максимума и выросли более чем на 20 % с начала 2024 года. Экспорт топлива сократился до почти исторического минимума, составив чуть более 712 000 тонн дизельного топлива и газойля в последнюю неделю апреля, по сравнению с более чем 844 000 за ту же неделю 2023 года.
17 мая Bloomberg, ссылаясь на отчёт разведки Министерства обороны США, отмечал, что ударами украинских беспилотников было выведено из строя около 14 % нефтеперерабатывающих мощностей РФ, что к середине марта привело к росту внутренних цен на топливо в РФ в 20-30 %. Издание отмечало, что для покрытия потребностей внутреннего рынка власти России были вынуждены остановить экспорт отдельных нефтепродуктов.
29 мая российское агнество РБК сообщило, что в целях обеспечения информационной безопасности рынка нефтепродуктов российское министерство энергетики перестало публиковать статистические данные по производству бензина.

### Военные
Атаки беспилотников продемонстрировали, что у Украины появились возможности поражать цели по всей европейской части России, где расположено подавляющее большинство энергетических активов страны.
Размер России и масштаб её энергетической промышленности делают практически невозможным обеспечение всех возможных целей надлежащим ПВО. Проблема усугубляется тем, что большинство российских систем ПВО уже развернуто в оккупированном Крыму и на линии фронта на Украине. Это ставит перед военным руководством России дилемму — украинские атаки могут нанести серьёзный ущерб российской экономике и поставить под угрозу способность Кремля вести войну, но в то же время попытки усилить оборону российских энергетических объектов сделают российскую армию на Украине незащищенной и уязвимой.
Сразу после сообщений об атаке на нефтяной терминал в Усть-Луге в соцсетях появились кадры развертывания зенитно-ракетных комплексов С-400 вокруг Санкт-Петербурга.
19 марта 2024 года директор департамента развития газовой промышленности Минэнергоугля РФ Артем Верхов объявил о планах защиты нефтегазовых объектов с помощью систем ПВО «Панцирь».
По данным Deutsche Welle, нефтеперерабатывающие предприятия начали активно закупать системы РЭБ для борьбы с БПЛА. Оборудование, обнаруживающее и подавляющие беспилотники были заказаны даже Ангарской нефтехимической компанией, расположенной примерно в 5000 километров от границы с Украиной.
По оценке Politico к концу апреля 2024 года Россия оказалась перед выбором — либо максимизировать денежный поток, наполняющей военный бюджет, либо обеспечивать возможность своим солдатам и гражданским заправлять бензобаки их транспорта.

## Реакция
В СМИ появились сообщения о том, что США, обеспокоенные растущими ценами на нефть, призвали Украину остановить удары по нефтеперерабатывающим предприятиям России. США опасаются, что может подняться цена на сырую нефть, а также что Россия может нанести ответные удары по трубопроводу КТК, по которому нефть из Казахстана поставляется через Россию в Европу. В ответ на данные публикации вице-премьер-министр по вопросам европейской и евроатлантической интеграции Украины Ольга Стефанишина заявила, что российские нефтеперерабатывающие заводы являются легитимными целями для украинских вооружённых сил.
Министр обороны США Ллойд Остин заявил, что последние атаки Украины на нефтеперерабатывающие предприятия России могут повлиять на мировые рынки энергоносителей, призвав Украину сосредоточиться на военных целях. Высказывание вызвало критику со стороны сенатора из Республиканской партии Тома Коттона.
Министр иностранных дел Литвы Габриэлюс Ландсбергис, на фоне дискуссий о целесообразности ударов по НПЗ, заявил в соцсети «X»: «Во время Второй мировой войны союзники разбомбили нефтяные хранилища нацистской Германии как первоочередную военную цель. Это весь твит».
Международное энергетическое агентство заявило о том, что удары могут взорвать мировые рынки нефтепродуктов.
Парламентская ассамблея Совета Европы заявила, в своём обращении к Европейскому союзу и странам G7, что в соответствии с международным гуманитарным правом российские нефтеперерабатывающие заводы должны считаться законными военными целями.